# تعمية بالإعاضة
التعمية بالإعاضة أو التعمية بالإبدال (بالإنجليزية: Substitution cipher) هي طريقة في التعمية تُستبدَل فيها بأجزاء من النص العادي نصوص معماة وفقاً لنظام محدد. من الممكن أن تكون وحدات الإعاضة حروف وحيدة (وهي الحالة العامة) أو أزواج محرفية أو ثلاثيات محرفية أو خليطاً مما سبق وهكذا.
يجري مستلم النص المعمى عملية معاكسة من أجل فك تعمية الرسالة والحصول على النص الأصلي العادي. من الممكن مقارنة التعمية بالاستبدال بتعمية الترتيب، حيث أنه في التعمية الترتيبية يعاد ترتيب وحدات النص العادي بترتيب مختلف معقد جداً، لكن تترك الوحدات نفسها بدون أي تغيير. مقارنة مع تعمية الاستبدال فإنه يتم استرجاع النص العادي عند فك التعمية ترتيب النص المعمى نفسه، وإنما تكون وحدات النص مختلفة.
هناك عدة أنواع من التعمية بالإعاضة:
- تعمية أحادية بالإعاضة: إذا كان المُستبدَل حرفاً واحداً
- تعمية متعددة بالإعاضة: إذا كان المُستبدَل عدة محارف
- تعمية أحادية الأبجدية: يستخدم فيها نظام تعمية موحد في كامل الرسالة
- تعمية متعددة الأبجديات: يستخدم فيها عدة أنظمة إعاضة في عدة أماكن في الرسالة الواحدة.

## الإعاضة البسيطة

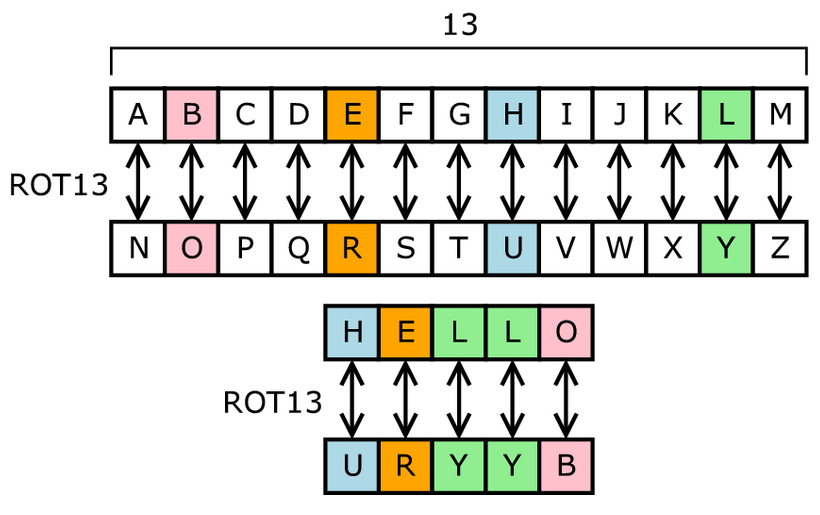
التعمية بتدوير 13 حرفاً هي تعمية قيصر، وهي نوع من التعمية بالإعاضة تُدوَّر فيها الأبجدية 13 خطوة.

تُعد الإعاضات البسيطة أبسط أنواع التعمية، ومن أشهرها تعمية قيصر وتعمية أتباش (Atbash cipher). في هذه الأنظمة يُستبدل كل حرف بحرف آخر ثابت، ويتم توضيح ذلك عادةً بكتابة الأبجدية مرتين: مرة بالترتيب الأصلي ومرة أخرى إما بإزاحة عدد من الخطوات أو بعكسها، لتكوين "أبجدية التشفير" أو "أبجدية الإعاضة".
يمكن أن تكون "أبجدية الإعاضة" مشوشة بشكل أكثر تعقيدًا، وفي هذه الحالة تُسمّى أبجدية مختلطة  أو أبجدية مشوّهة. وغالبًا ما تُنشأ مثل هذه الأبجديات باستخدام كلمة مفتاحية: تُكتب أولًا الكلمة المفتاحية مع حذف الحروف المتكررة منها، ثم تُتبع بكتابة الحروف المتبقية بالترتيب الطبيعي للأبجدية.

### أمثلة
باستخدام هذا النظام فإن كلمة "غزلان" تعطينا الأبجدية التالية:
| الأبجدية العادية | أ | ب | ت | ث | ج | ح | خ | د | ذ | ر | ز | س | ش | ص | ض | ط | ظ | ع | غ | ف | ق | ك | ل | م | ن | هـ | و | ي |
| الأبجدية المعماة | غ | ز | ل | ا | ن | ب | ت | ث | ج | ح | خ | د | ذ | ر | س | ش | ص | ض | ط | ظ | ع | ف | ق | ك | م | هـ | و | ي |

وعندها بتطبيق التعمية بالإعاضة على الرسالة التالية:
أحضر الناس جوابا من لم يغضب
ستعطي النص المُعَمَّى التالي:
غبسح غقمغد نوغزغ كم قك يطسز

### الأمان
رغم أن استخدام كلمة مفتاح لتكوين أبجدية إعاضة مختلطة يُعتبر طريقة بسيطة، إلا أن له عيبًا كبيرًا: الحروف الأخيرة في الأبجدية (وهي غالبًا قليلة التكرار) تظل عادةً في نهايتها. وللحصول على أبجدية إعاضة أقوى، من الأفضل إنشاء الأبجدية بشكل عشوائي تمامًا.
صحيح أن عدد التباديل الممكنة للأبجدية كبير جدًا (عدد الاحتمالات = 28! أي ما يعادل نحو 98 بت من الأمان بالنسبة للأبجدية العربية)، لكن هذه الشيفرة ليست قوية في الواقع ويمكن كسرها بسهولة. فإذا كان النص المُعمّى طويلا لحد معين، يستطيع محلل الشيفرات اكتشاف المعاني المحتملة للرموز الأكثر تكرارًا من خلال دراسة توزيع تكرار الحروف في النص. وبذلك يمكنه تكوين أجزاء من كلمات ثم محاولة إكمالها تدريجيًا حتى يصل إلى الحل الكامل. في بعض الحالات، يساعد نمط الحروف في التعرف على الكلمات الأصلية؛ مثلًا، الكلمات الإنجليزية tater و ninth و paper تشترك في نفس النمط (ABACD - أي تكرر الحرف الأول و الثاني). ولهذا السبب، كثير من الناس يستمتعون بحل مثل هذه الشيفرات كهواية، كما في ألغاز الصحف.
وتشير الدراسات إلى أن كسر شيفرة إحلال بسيطة بأبجدية مختلطة في اللغة الإنجليزية يتطلب في المتوسط 28 حرفًا من النص المُعمّى. وفي الممارسة، غالبًا ما يكفي نحو 50 حرفًا، إلا أن بعض الرسائل يمكن كسرها بأقل من ذلك إذا احتوت على أنماط مميزة. ومن ناحية أخرى، لو كان النص الأصلي مكتوبًا بشكل يقلل من وضوح التكرار، فسيحتاج المحلل إلى نص أطول بكثير لكشف النص المعمى.

## تعمية متعددة الأبجديات
تحدث القلقشندي (1355–1418)، مستفيدًا من أعمال سابقة لابن الدريهم (1312–1359) في كتاب منشور عن شيفرات الإعاضة والتبديل لأول مرة. كما وصف لأول مرة فكرة التعمية متعددة الأبجديات، حيث يكون لكل حرف في النص الأصلي أكثر من بديل واحد. بعد ذلك، في عام 1467، شرح ليون باتيستا ألبيرتي هذا النوع من الشيفرات باستخدام أقراص. وفي بداية القرن السادس عشر، قدّم يوهانس تريثيميوس في كتابه ستيجانوغرافيا (أي "الكتابة الخفية") شكل الجدول الذي أصبح لاحقًا هو الشكل المعتاد لهذا النوع من التعمية. وفي عام 1563، وصف جيوفاني باتيستا ديلا بورتا نسخة أكثر تطورًا تستخدم أبجديات مختلطة.
في التعمية متعددة الأبجديات، يُستخدم أكثر من أبجدية واحدة لتشفير النص. ولتسهيل الأمر، تُرتب هذه الأبجديات في جدول كبير يُسمى الجدول أو اللوحة (tableau). وعادةً يكون الجدول مكونًا من 28 صفًا و28 عمودًا ليحتوي على 28 أبجدية كاملة في حالة الأبجدية العربية. تختلف الشيفرات بحسب طريقة ملء الجدول وكيفية اختيار الأبجدية المستخدمة في كل خطوة. وقد تبيّن لاحقًا أن هذه الشيفرات أضعف مما كان يُظن، لأن الأبجديات تتكرر عند التعامل مع نصوص طويلة.
واحدة من أشهر هذه الشيفرات هي تعمية فيجينير، التي ظهرت عام 1585 وظلت لفترة طويلة تُعتبر غير قابلة للكسر، حتى سُميت بالفرنسية الشيفرة غير القابلة للفك. في هذه الشيفرة، يكون الصف الأول من الجدول هو الأبجدية العادية، وكل صف بعده يكون مُزاحًا بمقدار حرف واحد عن الصف السابق. ويُستخدم مفتاح مكوّن من كلمة أو عبارة لاختيار الأبجدية المناسبة لكل حرف من النص، وتُكرر أحرف المفتاح عند الحاجة. فمثلًا إذا كان المفتاح هو "لون"، يُعمَّى الحرف الأول باستخدام الأبجدية التي تبدأ بـ "ل"، والثاني بـ "و"، والثالث بـ "ن"، ثم الرابع بـ "ل" مجددًا، وهكذا.
في عام 1863، وضع فريدريش كاسيسكي طريقة لحساب طول المفتاح المستخدم في تعمية فيجينير، ما سهّل كسرها. فعند معرفة طول المفتاح، يمكن التعامل مع التعمية كمجموعة من شيفرات إحلال بسيطة، كل واحدة مستقلة جزئيًا عن الأخرى، رغم أن الحروف تكون متفرقة ولا تكوّن كلمات واضحة. لكن استخدام الجدول البسيط tabula recta ساعد على تسهيل التحليل.
حتى اليوم، تظل تعمية فيجينير قوية نظريًا إذا استُخدمت أبجديات مختلطة في الجدول، وكان المفتاح عشوائيًا وطويلًا بدرجة كافية، بشرط أن يكون طول النص المُعمَّى  أقل من نحو 27,67 مرة من طول المفتاح بالنسبة للتعمية للغة الإنجليزية. لكن في الواقع، هذه الشروط نادرًا ما تُطبق بدقة، ما يجعل الشيفرة أضعف مما يفترض.
ومن المعميات الأخرى المشهورة متعددة الأبجديات:
- معمي غرونسفيلد: تشبه فيجينير لكنها تستخدم 10 أبجديات فقط، والمفتاح يكون أرقامًا.
- معمي بوفورت: شبيهة بفيجينير لكن الجدول يُستخدم بشكل معكوس، بحيث يمكن استخدام نفس الجدول للتشفير وفك التشفير.
- معمي المفتاح التلقائي: تخلط بين النص الأصلي والمفتاح لتقليل التكرار.
- معمي المفتاح الجاري: تستخدم مفتاحًا طويلًا جدًا مأخوذًا من كتاب أو نص آخر.

معميّات التدفق الحديثة يمكن اعتبارها شكلًا متطورًا من شيفرات الإحلال المتعدد، حيث يُبذل الجهد كله لجعل تيار المفتاح طويلًا وعشوائيًا قدر الإمكان.

## راجع أيضا
- الخطوط العامة للتعمية